# Språkrör
Språkrör är ett system där man använder sig av valda personer för att förmedla en grupps åsikt.
Det vanligaste exemplet för detta i Sverige är Miljöpartiets två språkrör. Där är språkrörens uppgift att föra fram den av medlemmarna beslutade politiken, inte att leda partiet.